# Гімназія № 179 (Київ)

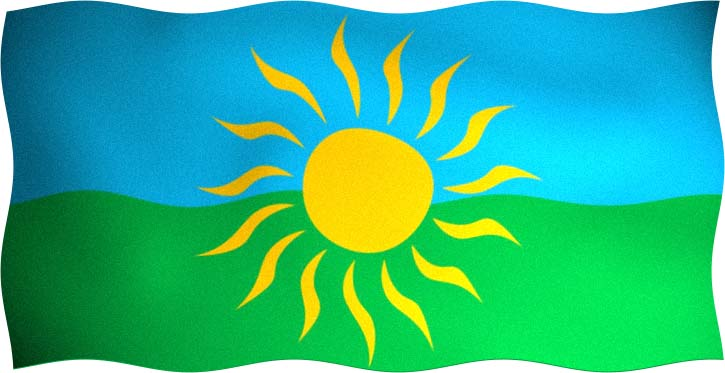
Прапор гімназії

Ліцей № 179 — навчальний заклад для учнів перших-одинадцятих класів, що знаходиться у Голосіївському районі міста Києва.

## Історія
Сучасна гімназія була заснована 1962 року і спершу створювалася як школа, а у 2009 році вона отримала статус гімназії. 

## Сучасний стан
Нині в ній навчаються понад 1500 учнів та викладають понад 80 вчителів.
У гімназії працює бібліотека, знаходяться 3 спортивні зали. Біля навчального закладу розташований парк та спортивний майданчик (два футбольних поля, тренажери).
Крім української мови у гімназії вивчаються ще й дві іноземні — англійська та німецька.
Серед викладацького складу є 16 учителів-методистів, 18 старших учителів, 44 вчителя вищої категорії та 8 відмінників освіти України.
У гімназії працює багато гуртків: греко-римська боротьба "Школа Спорту", гурток "Петриківський розпис", Хоровий гурток, Літературний гурток, Школа волонтерів, Театральний гурток. А також є футбольна команда та спортивно-хореографічний ансамбль "Промінець".